# Neustädter Kirche (Eschwege)

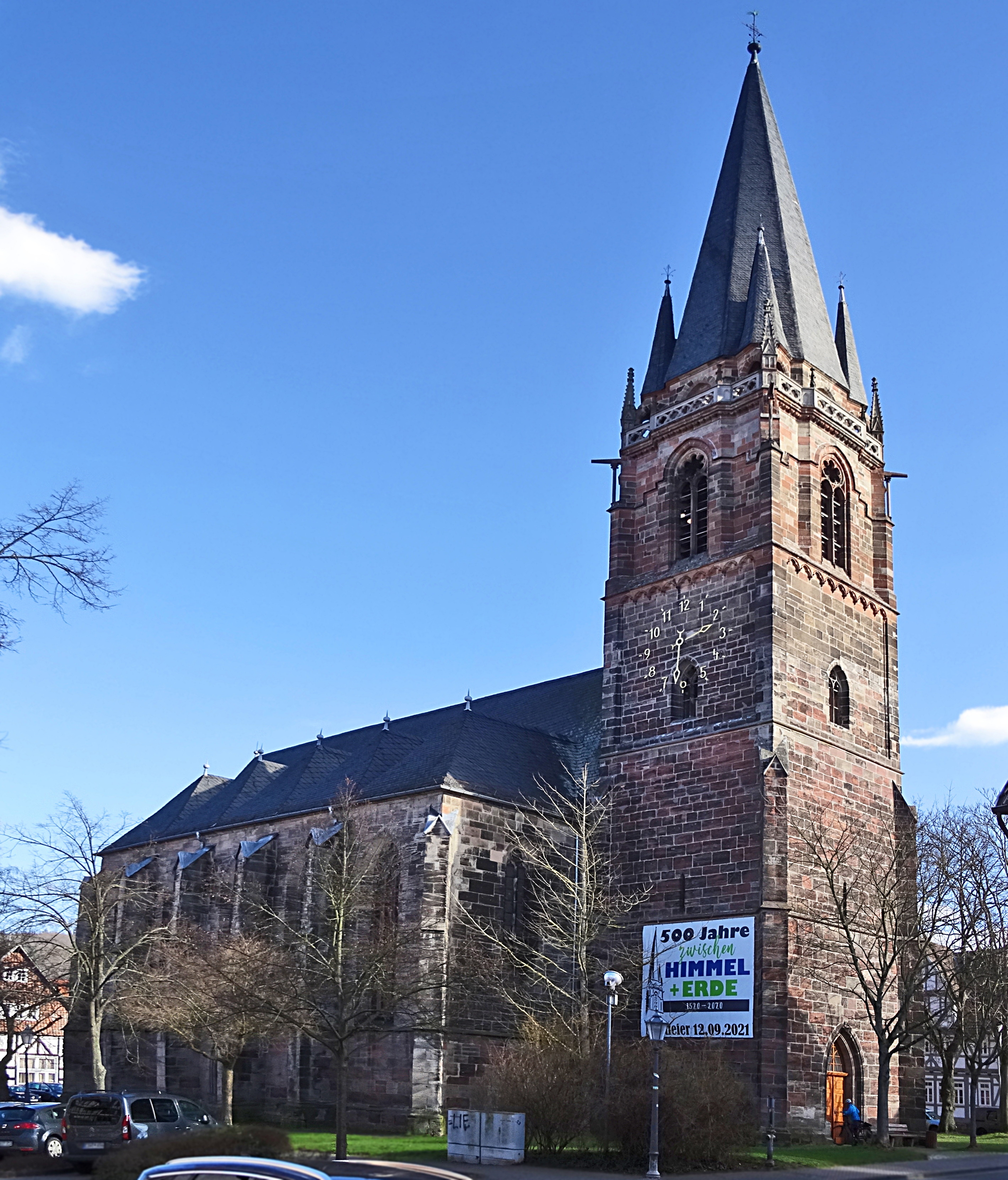
Nordwest-Ansicht

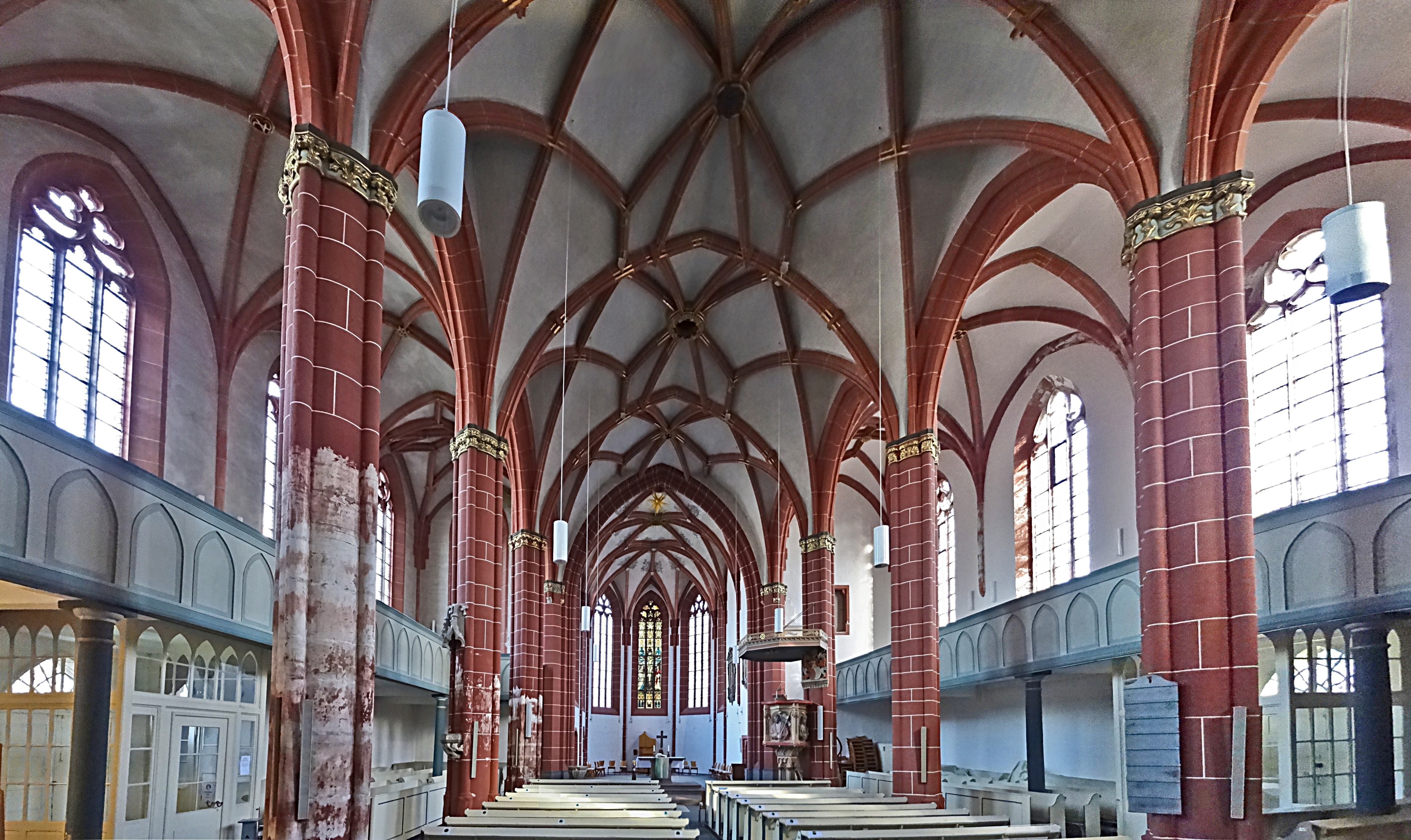
Innenansicht

In ihrer Stilreinheit ist die Neustädter Kirche St. Katharina in Eschwege einer der letzten Nachfolgebauten der gotischen Elisabethkirche in Marburg, die 1285 geweiht wurde. Die Kirche in Eschwege ist eine dreischiffige, spätgotische Hallenkirche, getragen von acht schlanken Rundstützen mit unten je vier Diensten und oben den Laubkapitellen. Zu sehen sind Netz-, Stern- und Kreuzgewölbe.
Die erste urkundliche Erwähnung des Eschweger Stadtteils „Neustadt“ erfolgte 1306 als indirekte Erwähnung über ein Gebäude in der „Altstadt“. Bei einer Neuorganisation der Kirchen in der Stadt Eschwege wurden 1340 die St. Katharinenkirche als Kapelle des Stadtteils Neustadt und die Kapelle St. Godehard (später Nikolaikirche, heute als Rest dieser Kirche noch der Nikolaiturm) zu eigenständigen Pfarreien erklärt. Die Kapelle, seit 1340 Pfarrkirche der Neustadt, war die Vorgängerin der jetzigen Kirche.
Bei Bauarbeiten für eine neue Heizung wurden 1998 unter dem Chorraum Reste der Grundmauern dieser Vorgängerkirche gefunden. Sie war fast genauso lang wie die heutige Kirche, nur etwas schmaler.
Als westlicher Abschluss dieser älteren Kirche wurde ab 1374 (Inschrift) der ältere (untere) Teil des bis heute erhaltenen, 75 Meter hohen Turms angefügt. Er reichte ungefähr bis zur Höhe des Zifferblattes der Turmuhr. Laut einer Inschrift von 1436 schloss sich der Baubeginn der Sakristei an. Der Chorraum, der 1474 begonnen worden war, wurde 1480 fertiggestellt.
Das Langhaus entstand in den Jahren 1484 bis 1492, die Einwölbung wurde 1520 abgeschlossen, wie die Jahreszahl am Schlussstein belegt. Bis zur Reformation hatte die Kirche damit weitgehend ihre noch heute erkennbare Bauform erreicht. Nach Einführung der Reformation in Hessen ab 1527 wurde die Kirche evangelische Pfarrkirche.
1862 erhielt der Kirchturm seinen oberen Abschluss mit stark durchgliedertem Glockengeschoss und achtseitigem Steilhelm nach Plänen des Kasseler Architekten Georg Gottlob Ungewitter.
Auf einem alten Gewölbeschlussstein, der in der Vorhalle der Kirche ausgestellt ist, befindet sich eine Darstellung der Katharina von Alexandria, der Namenspatronin der Neustädter Kirche.

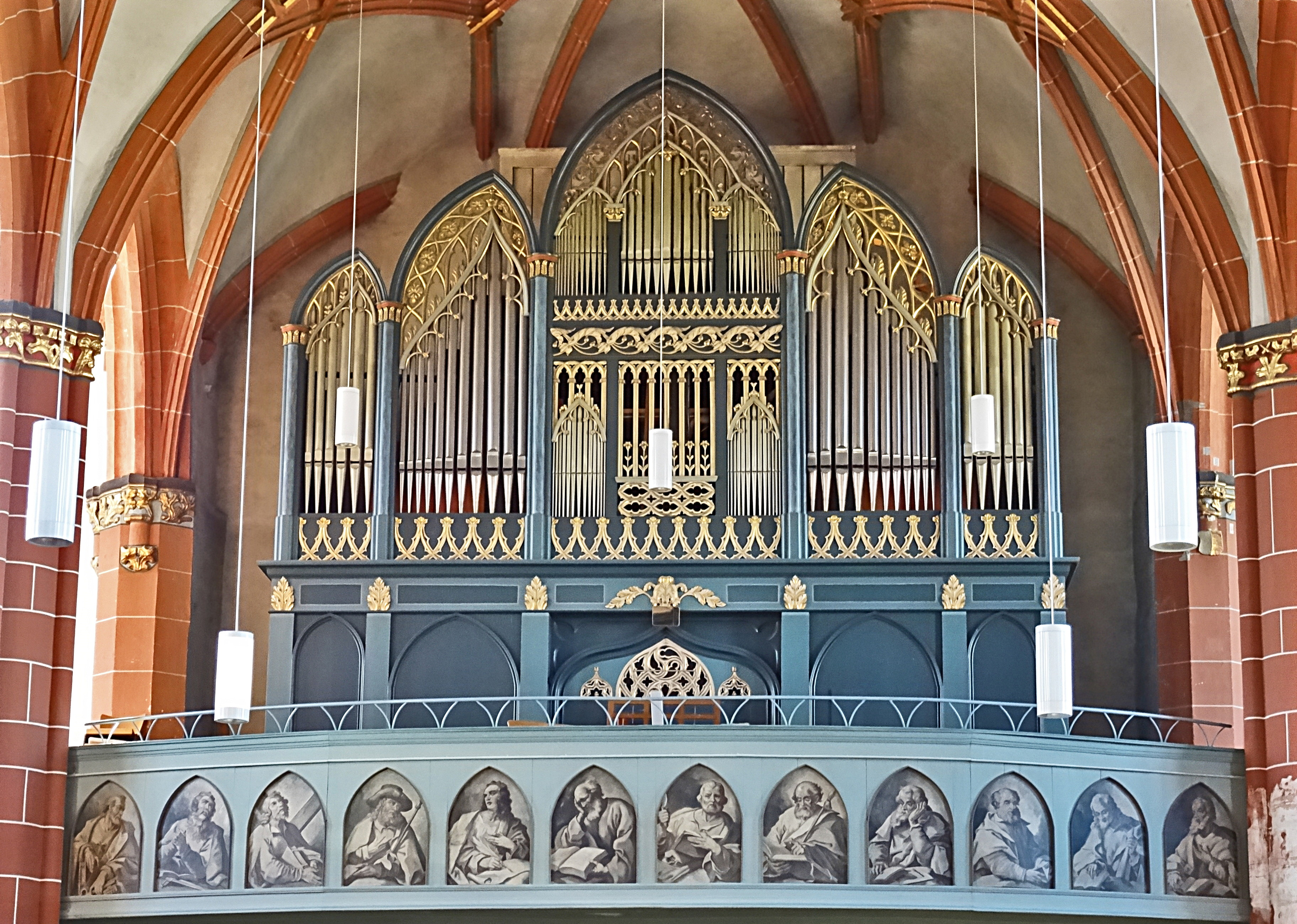
Die Orgel

Die Orgel mit 31 Registern, verteilt auf 2 Manuale und Pedal, wurde 1839 von Eobanus Friedrich Krebaum gebaut.

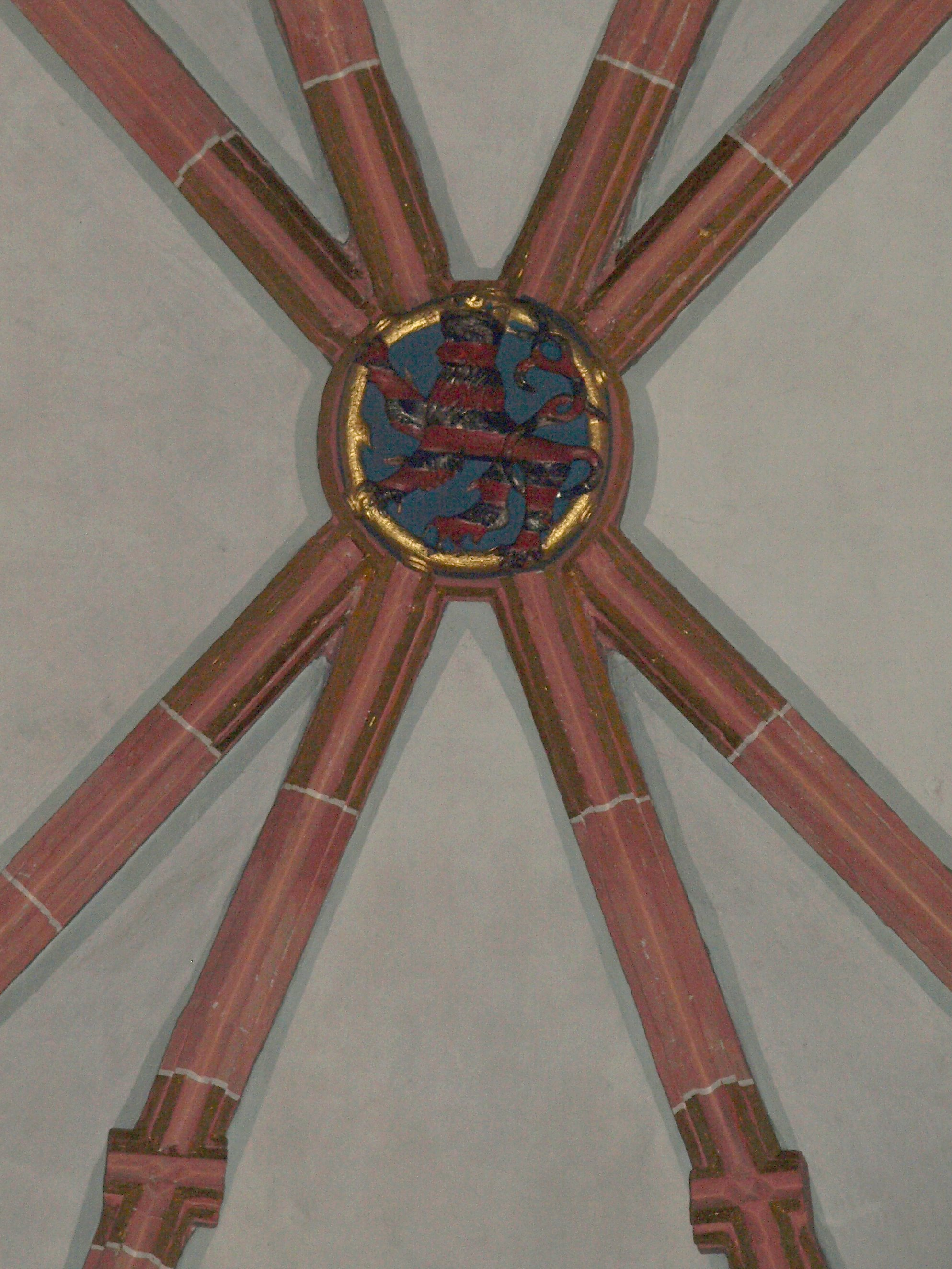
Ein Schlussstein in der Kirche mit dem hessischen Löwen
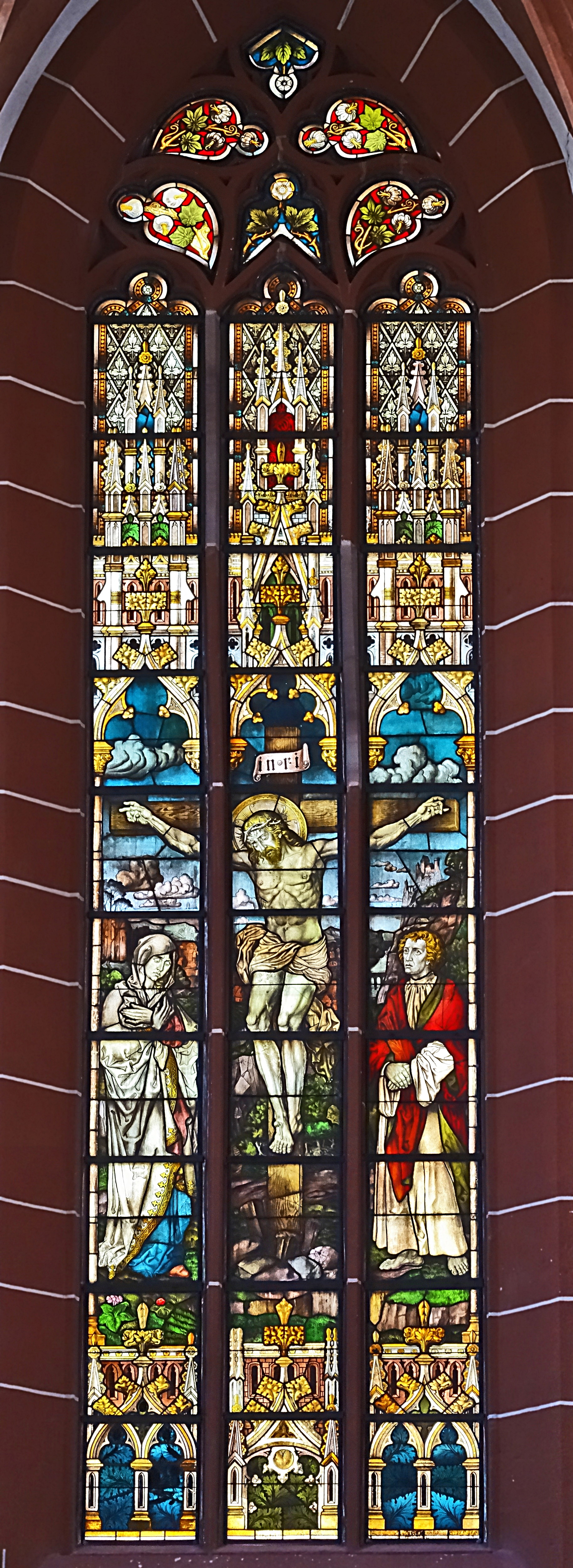
Altarfenster
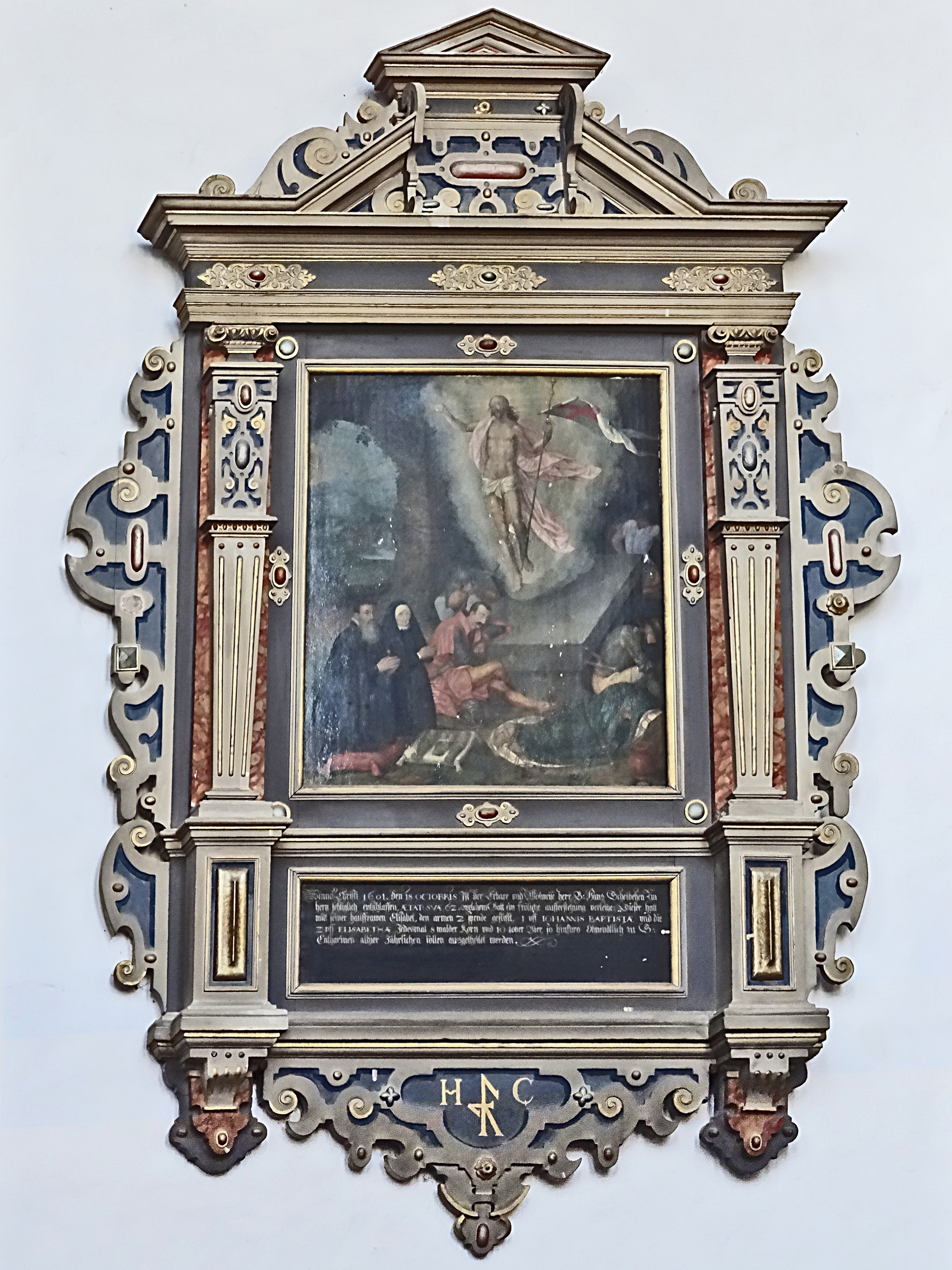
Epitaph
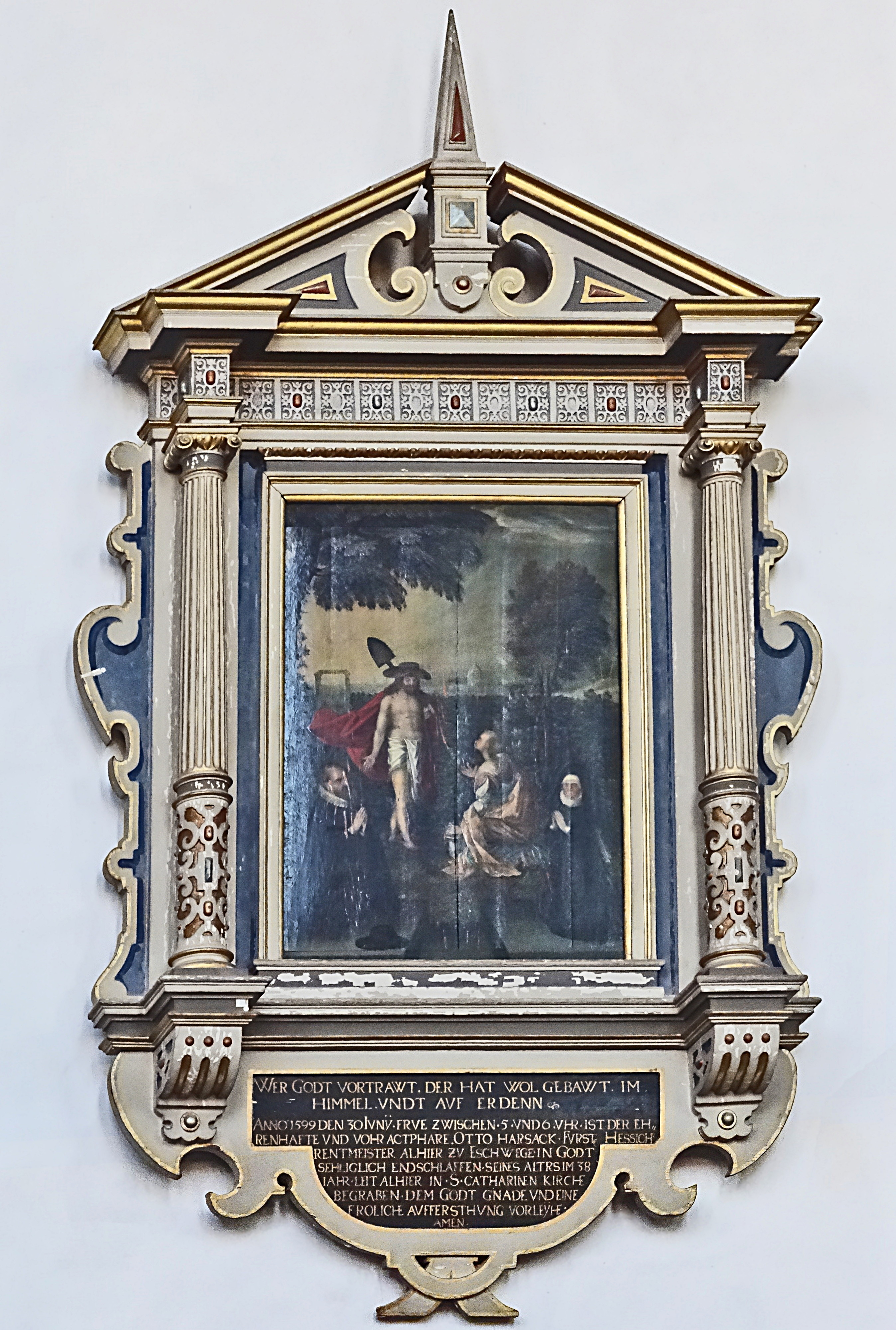
Epitaph